# 柏林綜合症
《柏林綜合症》（英語：Berlin Syndrome）是一部2017年由美國、德國、法國及澳洲合拍的恐怖心理驚悚愛情片，改編自同名小說，由凱特·蕭蘭執導，馬可斯·尼麥特和泰瑞莎·帕瑪主演。本片於2017年1月20日於日舞影展首映。

## 劇情
由於為最近的事情異常感到煩惱，克蕾兒決定離開澳洲來到德國旅行散心一下。陰差陽錯的情況下在柏林街頭意外邂逅了於當地高中教英文的法國男子安迪。兩人一遇便天雷勾地火，最終更在安迪的公寓發生了一夜情。不過正當克蕾兒於隔天早晨想要離開時，卻發現房門突然被反鎖，她更被斷絕與外界的溝通管道。原以為只是安迪忘記保留鑰匙給她，但克蕾兒隨後發現安迪真的故意困㧽了她！隨後她更發現了安迪接近自己的真正目的——把她囚禁在這個廢棄公寓當中，並調教成為伴侶。

## 發行
《柏林綜合症》定於2017年1月20日於日舞影展首映。Vertical Entertainment買下電影的美國發行權，2018年5月26日於美國上映。
台灣定於2018年2月7日發行DVD，台灣則於2017年11月3日正式上映。

## 外部連結
- 互联网电影数据库（IMDb）上《柏林綜合症》的资料（英文）